# Kanton Sint-Omaars-Zuid
Kanton Sint-Omaars-Zuid (Frans: Saint-Omer-Sud) is een voormalig kanton van het Franse departement Pas-de-Calais. Het kanton maakt deel uit van het arrondissement Sint-Omaars. In 2015 is het kanton opgeheven en is opgegaan in de nieuwe kantons Sint-Omaars en Longuenesse.

## Gemeenten
Het kanton Sint-Omaars-Zuid omvatte de volgende gemeenten:
- Longuenesse
- Sint-Omaars (deels, hoofdplaats)
- Tatinghem
- Wizernes